# Ricettacolo
In botanica, il ricettacolo o talamo è l'ingrossamento apicale del peduncolo. Sul ricettacolo si inseriscono i verticilli del fiore.

## Posizioni relative di ricettacolo e ovario

Possibili posizioni dell'ovario rispetto al ricettacolo:
I supero; II semi infero; III infero.
(r: ricettacolo)

L'ovario, a seconda della posizione che occupa rispetto al ricettacolo, si definisce (vedi figura):
- supero (I), se gli altri verticilli fiorali sono posti al di sotto di esso;
- semi-infero (II), se gli altri verticilli fiorali sono posti in una posizione intermedia rispetto ad esso;
- infero (III), qualora gli altri verticilli fiorali siano posti al di sopra di esso.